# Adolf Löhr
Adolf Löhr (Pseudonyme: A. Frohmut, Adolf Frohmut, Amandus Schliekenfänger, * 7. Juni 1889 in Barmen; † 1978 in Wuppertal) war ein deutscher Buchhändler und Schriftsteller.

## Leben
Adolf Löhr lebte als Buchhändler in Wuppertal. Er war Verfasser einer Vielzahl von Romanen, Erzählungen und Jugendbüchern. Daneben schrieb er auch Werke in bergischer Mundart; zeitweise war er Mitherausgeber der in Barmen erscheinenden Dialekt-Zeitung Dä Pottkieker.

## Werke
- Der Standschütz, Berlin 1917
- Humoristischer Fragekasten, Mühlhausen in Thür. 1922
- „Dat Ullefazküken“. En berg. Schwank, Barmen 1923 (unter dem Namen Amandus Schliekenfänger)
- Schön Rottraut, Berlin 1925
- Das glückliche Kleeblatt, Reutlingen 1929
- Das Rosenhäuschen und andere Erzählungen, Reutlingen 1929
- Das Kleeblatt daheim und draußen, Reutlingen 1930
- Das Kleeblatt im Märchenland, Reutlingen 1930
- Der Rattenfänger von Hameln und andere Erzählungen, Reutlingen 1930
- Der Trotz vom Eichenkamp, Leipzig 1932
- Deutsche Mädels auf Fahrt, Reutlingen 1934
- Erhards Hitlerfahne, Reutlingen 1934
- Kleeblatt im Wochenende, Reutlingen 1934
- „Nehmt Fraue diesen Kranz“ und andere Erzählungen aus der deutschen Vergangenheit, Reutlingen 1934
- Vorwärts! Vorwärts! Nur nicht rasten, Reutlingen 1934
- Christel Fastenrings Erbteil, Reutlingen 1935
- Erhard in Kamerun, Reutlingen 1935
- Erhard in Togo, Reutlingen 1935
- Erhards Afrikafahrt, Reutlingen 1935
- Die Frühlingsgeisterchen, Reutlingen 1935
- Kleeblatt auf Wanderfahrt, Reutlingen 1935
- Das Kleeblatt und sein Esel, Reutlingen 1935
- Die Mädels vom Erlenhof, Reutlingen 1935
- Die Schule im Schlaraffenland. Das Gänseliesel und die Elfenkönigin, Reutlingen 1935
- Wolfhart und Siglinde, Reutlingen 1935
- Erhard in Südwest, Reutlingen 1936
- Kleeblatt in der Weinlese, Reutlingen 1936
- Wolfhart der Rächer, Reutlingen 1936
- Auf froher Fahrt, Reutlingen 1937 (unter dem Namen A. Frohmut)
- Erhard am Kilimandscharo, Reutlingen 1937
- Gaugraf Wolfhart, Reutlingen 1937
- Kleeblatt macht Schwabenstreiche, Reutlingen 1937
- Auf gefahrvoller Streife, Reutlingen 1938
- Diethart der Held, Reutlingen 1938
- Das Kleeblatt an der grünen Weser, Reutlingen 1938
- Die Kleeblattmädel, Reutlingen 1938
- Rosen am Rhein, Reutlingen 1938 (unter dem Namen Adolf Frohmut)
- Vier Mädel fahren ins Blaue, Reutlingen 1938
- Vom Steppenbrand bedroht, Reutlingen 1938
- Erhard in der Südsee, Reutlingen 1939
- Die blaue Glocke, Reutlingen 1939 (unter dem Namen Adolf Frohmut)
- Kasperle reist ins Märchenland, Reutlingen 1939
- Das Kleeblatt und sein Känguruh, Reutlingen 1939
- Spiel und Spaß und sonst noch was, Reutlingen 1939 (unter dem Namen Adolf Frohmut)
- Teutobald der Tenkterer, Reutlingen 1939
- Kasperle wird Schlaraffenkönig, Reutlingen 1940
- Käthe aus dem Klingengrund, Reutlingen 1943 (unter dem Namen A. Frohmut)
- Kasperle und die Pflaumendiebe, Wuppertal 1948
- Drei fröhliche Mädel, Wuppertal 1949
- Das Kleeblatt und der Vetter aus der Fremde, Reutlingen 1950
- Die blaue Glocke und andere Erzählungen, Reutlingen 1951 (unter dem Namen Adolf Frohmut)
- Das Kleeblatt und die Lorelei, Reutlingen 1952
- Wir sind jung und das ist schön, Hattingen-Ruhr 1954
- Lustig ist das Campingleben, Mainz 1968 (zusammen mit Wiltraut Sievert)
- Lachen es gesond, Wuppertal-Barmen 1972
- Spaß mot sin, Wuppertal-Barmen 1973
- Die Wupper, Wuppertal-Barmen 1975 (zusammen mit Waltraud Jakob)
- Freu deck en betschen, Wuppertal-Barmen 1978
- Bergisches aus Pott un Pann, Wuppertal 1982 (zusammen mit Helga Mosblech)